# Nòlids
Els nòlids (Nolidae) són una família de lepidòpters ditrisis de la superfamília dels noctuoïdeus (Noctuoidea). S'han descrit al voltant de 1.700 espècies arreu del món. Els imagos solen tenir coloracions críptiques. Anteriorment estaven inclosos dins de la família Noctuidae.

## Taxonomia
La família Nolidae inclou 1.738 espècies repartides en 5 subfamílies:
- Subfamília Chloephorinae
- Subfamília Nolinae
- Subfamília Eariadinae
- Subfamília Risobinae
- Subfamília Westermanniinae

Aquests gèneres encara no han estat inclosos a cap subfamília:
- Ballatha
- Cacyparis
- Didiguides
- Selepa
- Bryophilopsis
- Kerala
- Microzada
- Ophiosema